# 联迪
福建联迪商用设备有限公司是中国大陆主要的一家POS、金融自助终端供应商。
2005年11月28日，实达外设与香港利泉控股公司、北京联迪恒星科技公司、香港Smartview公司在福建正式签约，共同合资成立实达联迪商用设备有限公司，后更为现名。目前，公司主要产品有POS、金融自助终端等，其中商用POS产品已连续多年在中国大陆市场份额第一。